# REACH
REACH (ang. Registration, Evaluation and Authorisation of Chemicals) – rozporządzenie Parlamentu Europejskiego i Rady (WE) nr 1907/2006 regulujące kwestie stosowania chemikaliów, poprzez ich rejestrację i ocenę oraz, w niektórych przypadkach, udzielanie zezwoleń i wprowadzanie ograniczeń obrotu. 
Rozporządzenie REACH obowiązuje bezpośrednio, bez potrzeby implementacji do prawa polskiego. Weszło w życie w dniu 1 czerwca 2007 roku i zastępuje lub zmienia kilkadziesiąt dotychczas obowiązujących wspólnotowych aktów prawnych (zarówno rozporządzeń, jak i dyrektyw) wprowadzonych do prawa polskiego ustawą z dnia 11 stycznia 2001 roku o substancjach i preparatach chemicznych. REACH obowiązuje na terytorium Unii Europejskiej, Norwegii, Islandii oraz Liechtensteinu. Nadzorem nad wdrażaniem rozporządzenia zajmuje się Europejska Agencja Chemikaliów w Helsinkach.
REACH ma na celu zapewnienie wysokiego poziomu ochrony zdrowia i środowiska, w tym propagowanie alternatywnych metod oceny zagrożeń stwarzanych przez chemikalia, oraz zapewnienie swobodnego obrotu substancjami na rynku wewnętrznym przy jednoczesnym wsparciu konkurencyjności i innowacyjności. 
REACH nie ma zastosowania do:
- substancji radioaktywnych
- substancji pod nadzorem celnym
- półproduktów niewyodrębnionych
- przewozu substancji.

Odpady nie są substancją, mieszaniną ani wyrobem w rozumieniu rozporządzenia.